# Tramwaje w Jeleniej Górze
Tramwaje w Jeleniej Górze (niem. Hirschberger Thalbahn, od 1940 Hirschberger Talbahn) – system transportu tramwajowego w Jeleniej Górze działający od 10 kwietnia 1897 do 28 kwietnia 1969.

## Hirschberger Thalbahn
Pierwsze plany budowy linii tramwaju konnego w Jeleniej Górze pojawiły się w 1868, jednak nigdy nie przystąpiono do ich realizacji. Alternatywnym pomysłem okazała się budowa tramwaju spalinowego – pierwsze tory położono na ul. Obrońców Pokoju 4 maja 1896. 4 sierpnia 1896 miasto wydało zgodę na budowę linii tramwaju gazowego od kolejowego Dworca Głównego do Herischdorfu (Malinnika). 10 kwietnia 1897 dwa pierwsze tramwaje wyjechały z zajezdni przy Hospitalstrasse.
22 maja 1897 otwarto linię Hauptbahnhof – Hermsdorf (Dworzec Główny – Sobieszów). W końcu 1898 zastanawiano się nad elektryfikacją linii tramwajowej. Ostatni tramwaj gazowy zjechał do zajezdni 7 listopada 1899, 9 lutego 1900 otwarto pierwszą linię elektryczną z zajezdni w Malinniku do Dworca Głównego, a 10 lutego 1900 uruchomiono kursy do Cieplic. 8 sierpnia 1911 uruchomiono linię do Podgórzyna Dolnego, którą 20 maja 1914 przedłużono do Podgórzyna Górnego.

## Po 1945 roku
18 maja 1945 niemiecka załoga wznowiła przewozy na trasie Dworzec Kolejowy – Zajezdnia. 22 maja 1945 utworzono przedsiębiorstwo „Kolej Elektryczna w Jeleniej Górze”. Na początku lat 50. XX wieku zwiększono liczbę mijanek, co umożliwiło likwidację torów na ulicy M. Konopnickiej, Rynku i ulicy Długiej, gdzie odbywał się do tej pory ruch jednokierunkowy w kierunku Cieplic. W związku z tym wszystkie tramwaje (nie tylko – jak dotąd – wracające z Cieplic) zaczęły kursować ulicą Bankową. Tabor został też wymieniony na wagony 5N z chorzowskiego Konstalu. 31 grudnia 1964 zamknięto linię do Podgórzyna, a 28 kwietnia 1969 był ostatnim dniem kursowania tramwajów w ogóle. Tego dnia przejazd był bezpłatny. Tramwaj na ulicach Jeleniej Góry pojawił się jeszcze 1 maja 1969 podczas pochodu, ale nie był to już regularny kurs.